# كريستوف لو ميفيل
كريستوف لو ميفيل (بالفرنسية: Christophe Le Mével)‏ مواليد 11 سبتمبر 1980 في لانيون، فرنسا، هو دراج فرنسي سابق في صنف سباق الدراجات على الطريق.

## سجل النتائج

### سباقات أو مراحل فاز بها
- طواف إيطاليا

### المراكز
- حقق المركز الـ 9 في سباق طواف فرنسا 2009
- حقق المركز الـ 14 في طواف إسبانيا 2010
- حقق المركز الـ 15 في طواف إيطاليا 2011

## وصلات خارجية
- الموقع الرسمي

## روابط خارجية
- كريستوف لو ميفيل على موقع الاتحاد الدولي للدراجات (الإنجليزية)
- كريستوف لو ميفيل على موقع أرشيف الدراجات (الإنجليزية)
- كريستوف لو ميفيل على موقع إحصائيات الدراجات الإحترافية (الإنجليزية)
- كريستوف لو ميفيل على موقع نسبة الدراجات (الإنجليزية)